# Baculipalpus rarus
Baculipalpus rarus là một loài bọ cánh cứng trong họ Oedemeridae. Loài này được Broun miêu tả khoa học năm 1880.